# Marc-Vivien Foé
Marc-Vivien Foé (Yaoundé, 1 mei 1975 – Lyon, 26 juni 2003) was een voetballer uit Kameroen. Foé speelde voor Canon Yaoundé, RC Lens, Olympique Lyonnais, West Ham United en Manchester City FC. Ook kwam hij uit in het Kameroens voetbalelftal.

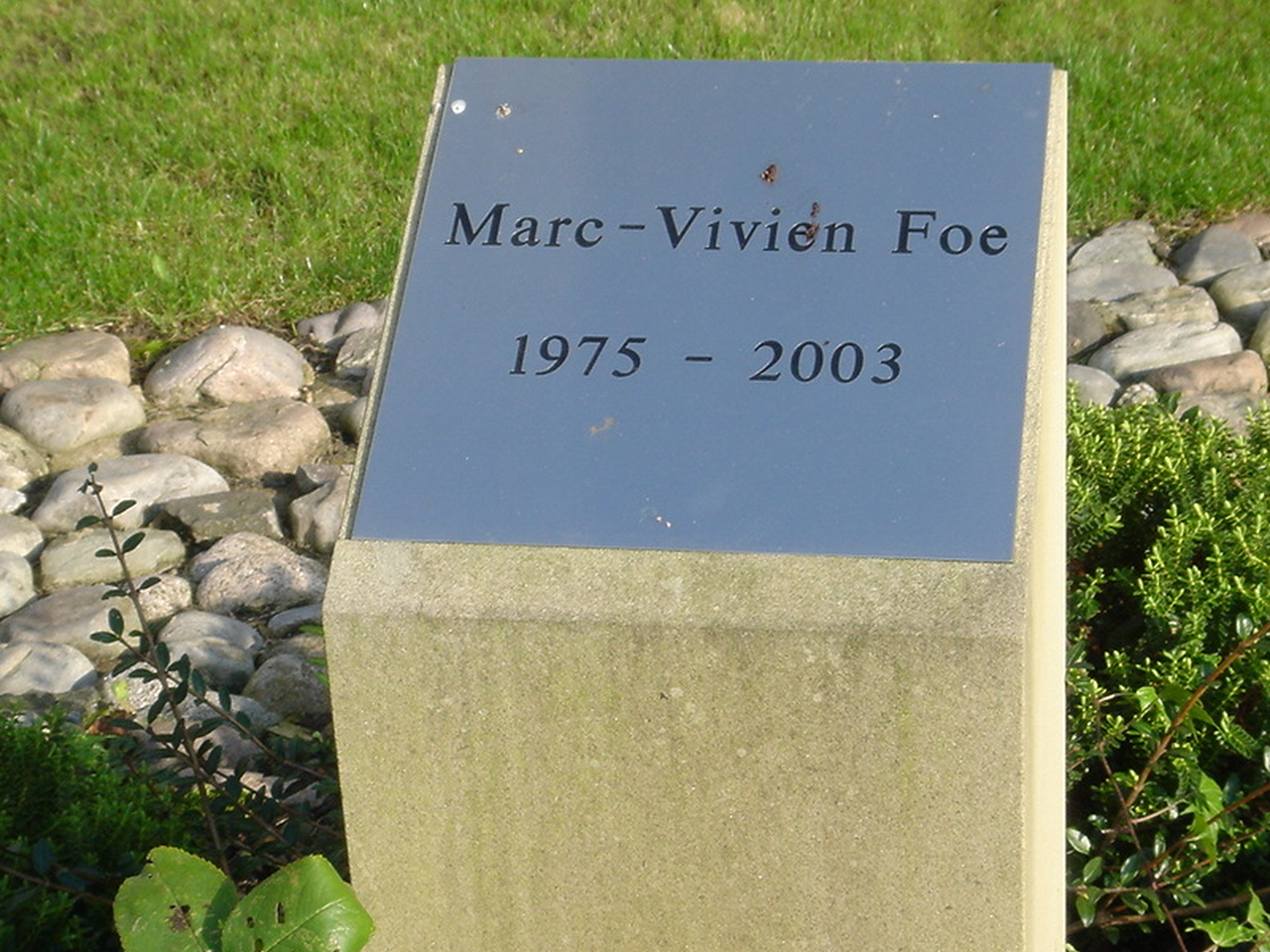
Gedenkplaats voor Foé bij het stadion van Manchester City

Marc-Vivien Foé overleed tijdens de Confederations Cup in Frankrijk in 2003 op het veld tijdens de wedstrijd van Kameroen tegen het Colombiaans voetbalelftal in de 72e minuut. Bij obductie werd hypertrofische cardiomyopathie (HOCM) vastgesteld, een bekende en erfelijke oorzaak van plotseling overlijden door aortastenose.

## Erelijst
- Winnaar Kameroense Beker: 1993 (Canon Yaoundé)
- Finalist Franse Beker: 1998 (Lens)
- Landskampioen Frankrijk: 1998 (Lens) en 2002 (Olympique Lyonnais)
- Winnaar Coupe de la Ligue: 2001 (Olympique Lyonnais)
- Winnaar Africa Cup: 2000 en 2002 (Kameroen)
- Deelname WK: 1994 en 2002 (Kameroen)

## Trivia
- Het rugnummer 17 werd niet meer uitgereikt bij Olympique Lyonnais, ter nagedachtenis aan Foé. Voor zijn landgenoot Jean Makoun werd een uitzondering gemaakt, bij wijze van eerbetoon. Foé stond op het moment van overlijden onder contract bij de Franse club, maar werd verhuurd aan Manchester City FC. Ook bij die Engelse club wordt zijn rugnummer 23 niet meer uitgereikt, opdat deze speler nooit vergeten zou worden.